# 61
61 (LXI) var ett normalår som började en torsdag i den julianska kalendern.

## Händelser

### Okänt datum
- Den keltiska drottningen Boudicca startar ett uppror mot romarna i Britannien. Hon besegras dock i slaget vid Watling Street och avrättas av den romerske guvernören Suetonius Paulinus.
- Efter att ha besegrat Boudiccas folk icenerna påbörjar romarna processen att romanisera Britannien. De skapar romerska städer, installerar romersk administration och bygger vägar.
- Galba blir guvernör över Hispania Tarraconensis.

## Avlidna
- Barnabas, apostel, avrättad på Cypern
- Boudicca, keltisk drottning och upprorskvinna
- Markus, en av apostlarna (avrättad för att ha infört kristendomen i Egypten)